# 디에고 가빌란
디에고 안토니오 가빌란 사라테(Diego Antonio Gavilán Zarate, 1980년 3월 1일 ~ )는 파라과이의 전 축구 선수로, 디에고 안토니오 가빌란 사라테의 포지션은 수비형 미드필더이다.